# Volksbank Riesa
Die Volksbank Riesa eG ist eine deutsche Genossenschaftsbank mit Sitz in der sächsischen Stadt Riesa im Landkreis Meißen.

## Geschichte
Die heutige Volksbank Riesa eG wurde als „Vorschussverein für Riesa und Umgebung“ am 6. November 1855 gegründet. Aus dem 1855 gegründeten Vorschussverein Riesa wurde 1877 der Creditverein zu Riesa und in den zwanziger Jahren des letzten Jahrhunderts die „Gewerbebank Riesa eG“. 1946 erfolgt, ausgelöst durch die Sowjetische Militäradministration in Deutschland, die Umbenennung der Bank in „Bank für Handel und Gewerbe eGmbH“. Weitere Umbenennungen folgten 1971 in „Genossenschaftsbank für Handwerk und Gewerbe“ sowie 1973 in „Genossenschaftskasse für Handwerk und Gewerbe“. Seit 1990 ist die Genossenschaft wieder unter der Bezeichnung „Volksbank Riesa eG“ tätig.

### Fusionen
- 1. Januar 2001: Fusion mit der Volksbank Oschatz eG mit dem Sitz in Oschatz
- 1. Januar 1998: Fusion mit der Raiffeisenbank Oschatz eG mit dem Sitz in Oschatz
- 1. Januar 1992: Fusion der Volksbank Riesa eG mit der BHG Glaubitz mit dem Sitz in Glaubitz und der Bank Handelsgenossenschaft Raiffeisen Riesa e.G.
- 1. Juli 1991: Fusion der Volksbank Riesa eG mit der Bank für Landwirtschaft und Nahrungsmittelgüter Riesa eG (Raiffeisenbank Riesa eG)
- 1. Juli 1990: Fusion der Volksbank Riesa eG mit der Genossenschaftsbank Großenhain eG mit dem Sitz in Großenhain

## Rechtsverhältnisse
Die Volksbank Riesa eG ist im Genossenschaftsregister beim Amtsgericht Dresden unter GnR 223 eingetragen.

## Organisationsstruktur
Rechtsgrundlagen sind das Genossenschaftsgesetz und die durch die Vertreterversammlung beschlossene Satzung. Organe der Bank sind der Vorstand, der Aufsichtsrat und die Vertreterversammlung. Die Vertreter werden von den Mitgliedern gewählt.

## Sicherungseinrichtung
Die Volksbank Riesa eG ist der amtlich anerkannten Sicherungseinrichtung des Bundesverbandes der Deutschen Volksbanken und Raiffeisenbanken GmbH, die aus dem Garantiefonds und dem Garantieverbund besteht und der zusätzlichen freiwilligen Sicherungseinrichtung des Bundesverbandes der Deutschen Volksbanken und Raiffeisenbanken e.V. angeschlossen.

## Geschäftsausrichtung
Die Volksbank Riesa eG betreibt das Universalbankgeschäft. Im Verbundgeschäft arbeitet sie mit der DZ Bank, R+V Versicherung, Bausparkasse Schwäbisch Hall, Teambank, VR Leasing, DZ Hyp und der Union Investment zusammen.

## Gesellschaftliches Engagement
Die Volksbank Riesa eG fördert aktiv die Entwicklung der Region. Dazu gehört die Unterstützung von Vereinen, gemeinnützigen Institutionen, Kindergärten, Schulen und Konzerten.

## Geschäftsgebiet
Das Geschäftsgebiet liegt im Westen des Landkreises Meißen sowie im Osten des Landkreises Nordsachsen.
An diesen Orten betreibt die Bank Filialen:
- Riesa (Hauptstelle, jur. Sitz)
- Dahlen (Geschäftsstelle)
- Oschatz (Geschäftsstelle)
- Gröditz (Geschäftsstelle)
- Großenhain (Geschäftsstelle)
- Mügeln (SB-Geschäftsstelle)